# Comitato Olimpico Nazionale della Liberia
Il Comitato Olimpico Nazionale Liberiano (noto anche come Liberia National Olympic Committee in inglese) è un'organizzazione sportiva liberiana, nata nel 1954 a Monrovia, Liberia.
Rappresenta questa nazione presso il Comitato Olimpico Internazionale (CIO) dal 1955 ed ha lo scopo di curare l'organizzazione ed il potenziamento dello sport in Liberia e, in particolare, la preparazione degli atleti liberiani, per consentire loro la partecipazione ai Giochi olimpici. L'organizzazione è, inoltre, membro dell'Associazione dei Comitati Olimpici Nazionali d'Africa.
L'attuale presidente dell'associazione è Philipbert Browne, mentre la carica di segretario generale è occupata da Joseph F. Willie.